# Savanes (Ivoorkust)
Savanes is een district van Ivoorkust gelegen in het uiterste noorden van dat land. Het district heeft een oppervlakte van ongeveer 40.000 vierkante kilometer en telde anno 2014 1.607.497 inwoners. Daarmee is de Savanes het grootste van de Ivoriaanse districten. De hoofdstad ervan is Korhogo.
Tot 2011 was Savanes een regio van Ivoorkust. Maar bij de administratieve herindeling werden drie nieuwe regio's gecreëerd binnen het district: Bagoué, Poro en Tchologo.

## Grenzen
Savanes grenst aan twee buurlanden van Ivoorkust:
- De regio Cascades van Burkina Faso in het noordoosten.
- De regio Sikasso van Mali in het noordwesten.

Verder grenst het aan de Ivoriaanse districten Denguélé, Woroba, Vallée du Bandama en Zanzan.

## Departementen
Het is verder opgedeeld in zes departementen:
- Boundiali
- Korhogo
- Kouto
- Ouangolodougou
- Tchologo
- Tingréla